# LIAZ

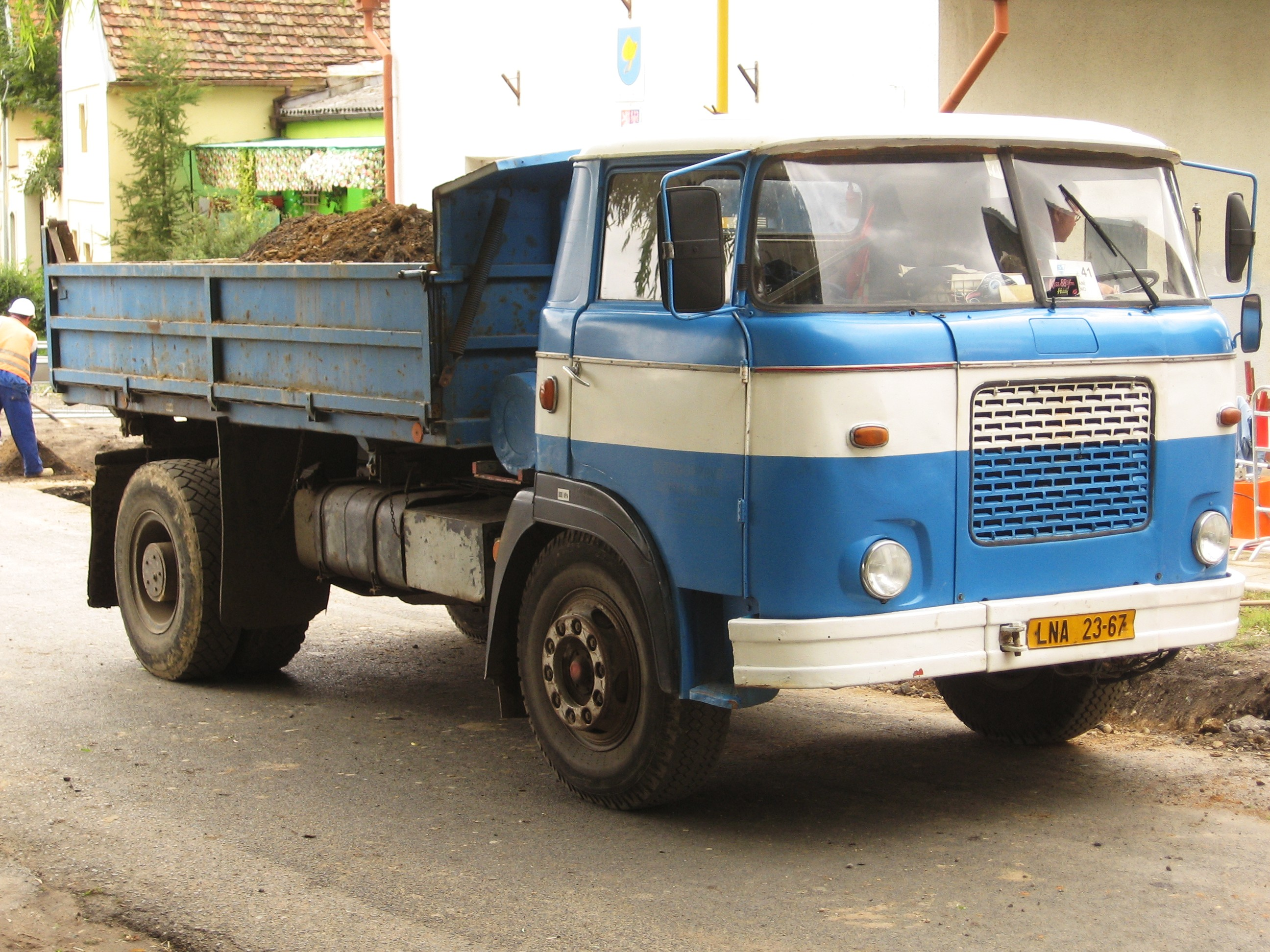
LIAZ 706 MT: una de las series más exitosas

LIAZ (siglas de Liberecké Automobilové Závody; en español, Fábrica de Automóviles de Liberec) fue un fabricante de camiones checo y checoslovaco. La empresa fue fundada en 1951 por el gobierno como una división de Škoda, incorporando a otros ocho fabricantes de camiones en un solo conglomerado. En 1953, LIAZ se independizó de Škoda, pero continuó utilizando su nombre hasta 1984 (Škoda LIAZ). Después de la revolución de 1989, hubo una disminución significativa en la producción.

## Historia
La sede de LIAZ en Liberec estuvo originalmente en las instalaciones de la antigua Reichenberger Automobil Fabrik (RAF). La RAF abrió su planta en Liberec en 1907, pero en 1912 fue adquirida por Laurin & Klement. En 1916, Laurin & Klement trasladó la tecnología de producción de la RAF a Mladá Boleslav, dejando las instalaciones de Liberec disponibles para ser utilizadas por empresarios del sector textil.
Las principales plantas de producción de camiones de Škoda LIAZ estaban ubicadas en Liberec, Rýnovice, Mnichovo Hradiště y Jablonec nad Nisou. Posteriormente, se añadieron fábricas en Mělník, Zvolen, Veľký Krtíš, Přerov y Holýšov. LIAZ experimentó un crecimiento gradual, alcanzando en 1975 una plantilla de 11.000 empleados y una producción anual de 13.600 vehículos utilitarios. Durante la década de 1970, LIAZ se consolidó como el mayor fabricante de camiones de Checoslovaquia, con una producción anual de 15.000 unidades y operando a plena capacidad en sus plantas.. 
Sin embargo, tras la revolución de 1989 y los problemas económicos que le siguieron, LIAZ perdió la mayoría de sus ventas y no logró encontrar nuevos clientes, lo que resultó en una disminución progresiva de la producción. Ni siquiera la introducción de la moderna línea Škoda 400 (Xena y Fox) logró revertir la situación de la empresa. En el año 2000, LIAZ fue adquirida por el holding eslovaco Sipox, que carecía de los recursos financieros necesarios para mantener la producción. Finalmente, la fabricación de vehículos LIAZ cesó en septiembre de 2003.
En 2006, Tedom Truck, con sede en Třebíč, adquirió todos los derechos para fabricar camiones LIAZ, incluyendo la planta, la documentación técnica y los conocimientos para la producción de motores. La compañía continuó produciendo la línea de modelos Fox y modernizó vehículos LIAZ más antiguos. Sin embargo, Tedom Truck enfrentó dificultades financieras significativas y entró en liquidación el 1 de enero de 2010. De los 5.000 vehículos planificados, solo se lograron fabricar 19 al año, de los cuales apenas nueve correspondían a modelos LIAZ modernizados.
La marca LIAZ fue adquirida por el Grupo Checoslovaco, lo que marcó un intento de revitalizar el legado de la compañía. El 22 de diciembre de 2017 se fundó LIAZ Trucks.

## Camiones
- 1940-1952 - Škoda 706D

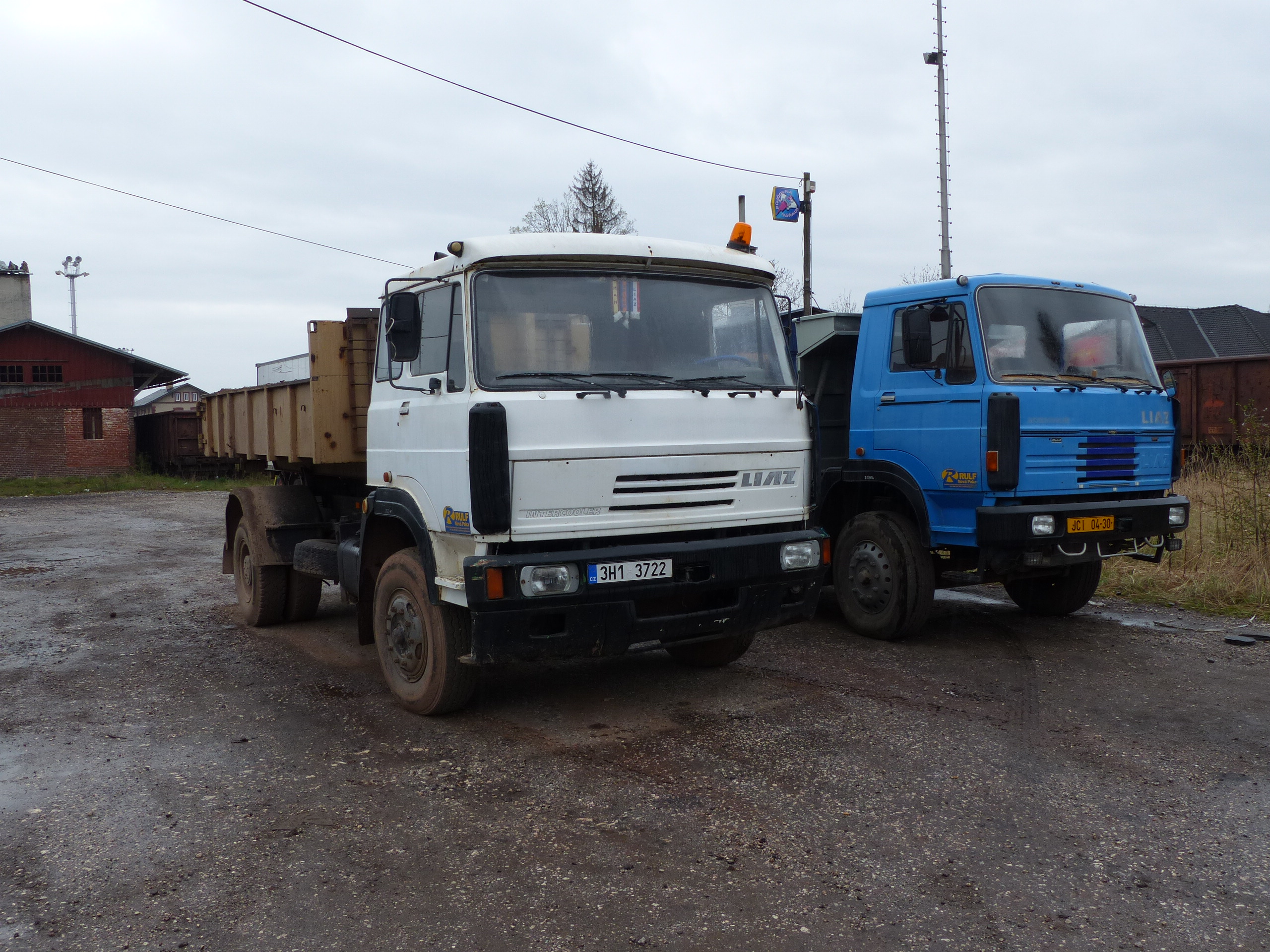
Liaz 110 (blanco) y Liaz 150 (azul)

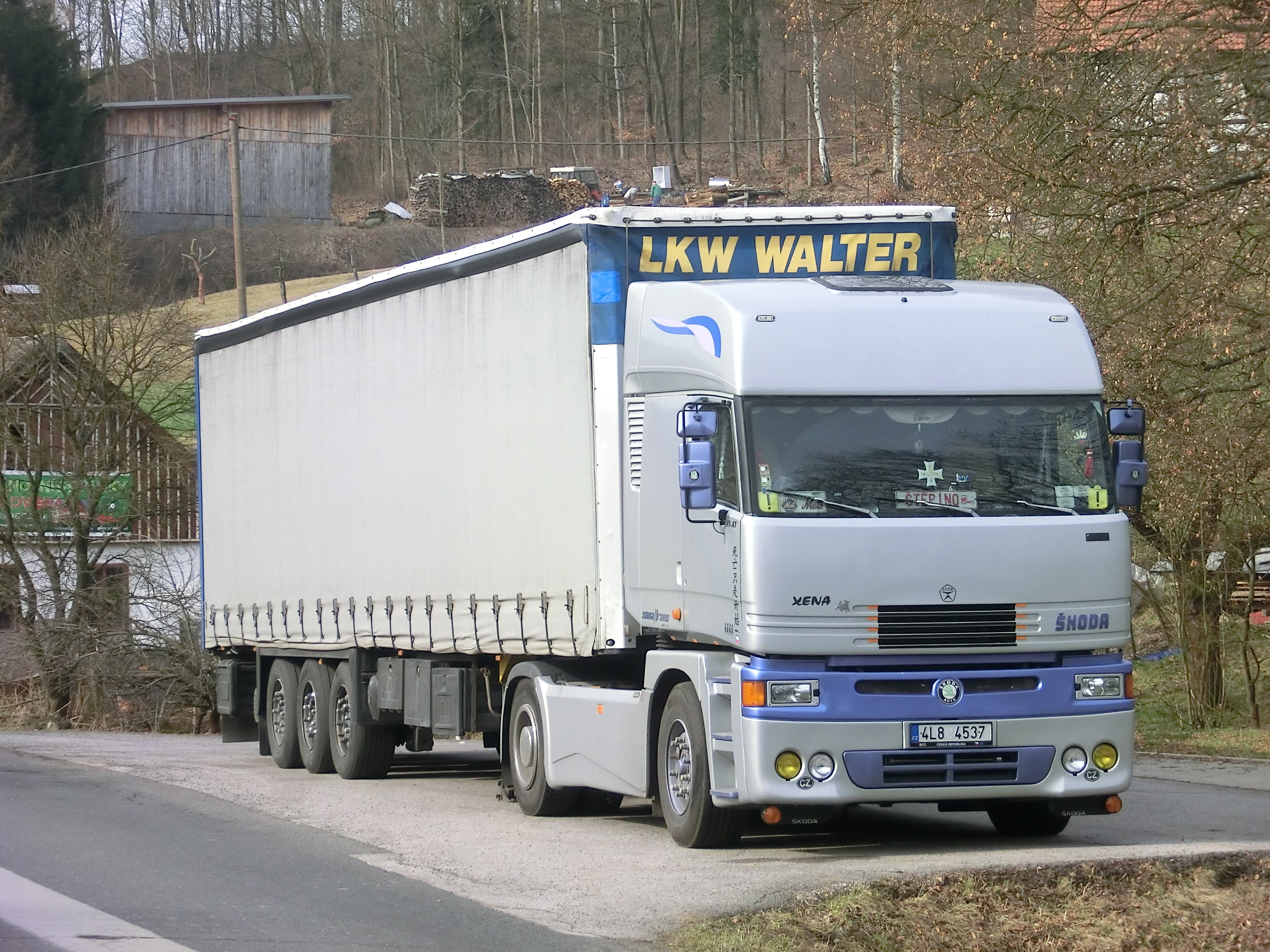
Liaz 400 - Škoda Xena

- 1952-1958 - Škoda 706 R, desarrollado a partir del 706 de antes de la guerra D
- 1957-1990 - Škoda 706 RT: un diseño de cabina sobre el habitáculo con el motor de seis cilindros en línea de 12 litros propio de Liaz. Serie 634
- 1969-1990 - Škoda 706 MT: utilizaba el bastidor, el motor y la cabina del RT, pero estaba destinado a usos especiales. Estaban equipados con transmisiones divisorias y ejes traseros de transmisión planetaria, todo para aumentar las cargas máximas.
- 1974-2003 – Serie 100
- 1990-1995 – Serie 200
- 1992-2003 – Serie 300
- S
- FZ
- 1996-2003 - 400 Xena/Fox (tractor/camión)
- La planta de motores de los camiones Liaz ha sido adquirida por TEDOM Trucks, que también ha adquirido todos los datos técnicos y dibujos y ahora comercializa los camiones conceptuales Liaz bajo la marca FOX. A finales de los años 1990, Liaz producía en Jablonec y Nisou principalmente motores diésel que se montaban y probaban en el polígono industrial.
- En realidad, la línea de producción de motores probó cada uno de los motores haciéndolos funcionar y recopilando diversos parámetros sobre ellos. Cada n-ésimo motor fue enviado a desmontaje para verificar las posibles tolerancias del motor. Los bancos de pruebas se llamaban Brzda (freno) y allí el motor estaba conectado al combustible, a las tuberías de extracción de gases de escape y a las sondas electrónicas.
- El polígono industrial Liaz también se utiliza para la producción de vapor, que se emplea habitualmente para calentar zonas residenciales. Este vapor altamente presurizado se transporta por tuberías a estaciones transformadoras más pequeñas alrededor de la ciudad de Jablonec nad Nisou. En las estaciones transformadoras se reduce la presión y se aprovecha para calentar bloques de viviendas.

### Productos

#### Serie R (1952-1958)
| Nombre        | Tipo                           | Ejes | Conducción | Cabina |
| ------------- | ------------------------------ | ---- | ---------- | ------ |
| Škoda 706 R   | Camión con laterales abatibles | 2    | 4x2        | Corta  |
| Škoda 706 RS  | Volquete                       | 2    | 4x2        | Corta  |
| Škoda 706 ROK | Camión de basura               | 2    | 4x2        | Media  |

#### Serie RT (1957-1990)
| Nombre                 | Tipo                           | Ejes | Conducción | Cabina       |
| ---------------------- | ------------------------------ | ---- | ---------- | ------------ |
| Škoda 706 RT           | Camión con laterales abatibles | 2    | 4x2        | Media        |
| Tractor Škoda 706 RTTN | 2                              | 4x2  | Media      |              |
| Škoda 706 RTS          | Volquete                       | 2    | 4x2        | Media        |
| Škoda 706 RTHP         | Camión de bomberos             | 2    | 4x4        | Cabina doble |

#### Serie MT (1969-1990)
| Nombre              | Tipo                           | Ejes | Conducción | Cabina |
| ------------------- | ------------------------------ | ---- | ---------- | ------ |
| Škoda Liaz 706 MTC  | Camión con laterales abatibles | 2    | 4x2        | Media  |
| Škoda Liaz 706 MTTN | Camión tractor                 | 2    | 4x2        | Media  |
| Škoda Liaz 706 MTSP | Volquete                       | 2    | 4x4        | Corta  |

#### Serie 100 (1974-2003)
| Nombre            | Tipo                           | Ejes | Conducción | Cabina   |
| ----------------- | ------------------------------ | ---- | ---------- | -------- |
| Škoda Liaz 100,47 | Camión tractor                 | 2    | 4x2        | Media    |
| Škoda Liaz 100.05 | Camión con laterales abatibles | 2    | 4x2        | Media    |
| Liaz 111.054      | Camión con laterales abatibles | 2    | 4x4        | Media    |
| Liaz 122.053      | Camión con laterales abatibles | 3    | 6x2        | Media    |
| Liaz 151.261      | Volquete                       | 2    | 4x4        | Corta    |
| Liaz 101.860      | Camión de bomberos             | 2    | 4x4        | Especial |

#### Serie 200 (1990-1995)
| Nombre       | Tipo                           | Ejes | Conducción | Cabina |
| ------------ | ------------------------------ | ---- | ---------- | ------ |
| Liaz 230.573 | Camión tractor                 | 2    | 4x2        | Alta   |
| Liaz 230.073 | Camión con laterales abatibles | 2    | 4x2        | Alta   |
| Liaz 250.261 | Volquete                       | 2    | 4x2        | Corta  |
| Liaz 251.154 | Camión del ejército            | 2    | 4x4        | Corta  |
| Liaz 232.471 | Camión tractor                 | 3    | 6x2        | Media  |

#### Serie 300 (1992-2003)
| Nombre                | Tipo                           | Ejes | Conducción | Cabina      |
| --------------------- | ------------------------------ | ---- | ---------- | ----------- |
| Škoda Liaz 18,33 TDI  | Camión tractor                 | 2    | 4x2        | Alta        |
| Škoda Liaz 18,29 cc   | Camión con laterales abatibles | 2    | 4x2        | Media       |
| Škoda Liaz 18.29 SA   | Volquete                       | 2    | 4x4        | Corta       |
| Škoda Liaz 18.29 XA   | Camión de bomberos             | 2    | 4x4        | Especial    |
| Škoda Liaz 24.33 PZV  | Camión con laterales abatibles | 3    | 6x2/2      | Alta        |
| Škoda Liaz 24,23 KV   | Camión de basura               | 3    | 6x2/4      | Media       |
| Škoda Liaz 29,33 SD   | Volquete                       | 3    | 6x4        | Corta       |
| Škoda Liaz 29,33 SDA  | Volquete                       | 3    | 6x6        | Corta       |
| Škoda Liaz 40.33 SC   | Volquete                       | 4    | 8x4        | Corta       |
| Škoda Liaz 12,18 cc/s | Camión de reparto              | 2    | 4x2        | Steyr corto |

#### Serie 400 (1996-2003)
| Nombre     | Tipo           | Ejes | Conducción | Cabina |
| ---------- | -------------- | ---- | ---------- | ------ |
| Škoda Xena | Camión tractor | 2    | 4x2        | Alta   |
| Škoda Fox  | Volquete       | 2    | 4x2        | Corta  |

#### TEDOM 400 (2006-2009)
| Nombre        | Tipo     | Ejes | Conducción | Cabina |
| ------------- | -------- | ---- | ---------- | ------ |
| Fox TEDOM     | Volquete | 2    | 4x4        | Corta  |
| TEDOM Fox 6x4 | Volquete | 3    | 6x4        | Corta  |

## Deporte

### Logros deportivos de LIAZ

#### París-Dakar y otros rallys[4]
- 1985 – Primer equipo checo en el Rally Dakar
- 1985 – 1er puesto en el Rallye des Pharaons (categoría: camiones de más de 12 t), Heritier-Kovář-Brzobohatý
- 1987 – 3er puesto en el Rallye Dakar, Moskal-Joklík-Záleský
- 1987 – 1er puesto en el Rallye Jelcz, Krejsa-Brzobohatý-Joklík
- 1988 – 2.º puesto en el Rallye Dakar, Moskal-Vojtíšek-Záleský
- 1988 – 1er puesto en el Rallye Jelcz, Svoboda-Fajtl-Joklík
- 1992 – 1er puesto en el Rally de los Faraones (categoría: camiones de más de 12 t), Kakrda-Fajtl-Joklík
- 2009 1er puesto en Baja España, Macík-Macík jr.-Kalina
- 2009 – 2º puesto en Baja Hungría, Macík-Macík jr.
- 2012 – 3er puesto en el Rally El Chott, Spáčil-Vodrhánek-Chytka

#### Campeonato europeo de carreras de camiones[5]
- 1987 – Primer equipo checo en el campeonato europeo
- 1989 – 2º puesto en el campeonato europeo (clase A), Frankie Vojtíšek
- 1989 – 1er puesto en el Campeonato de Gran Bretaña, Frankie Vojtíšek
- 1990 – 2º puesto en el campeonato europeo (clase A), Frankie Vojtíšek
- 1990 – 1er puesto en el Campeonato de Gran Bretaña, Frankie Vojtíšek
- 1990 – 2º puesto en la carrera de camiones de 24 horas de Le Mans
- 1993 – 3er puesto en el campeonato europeo (categoría B), Frankie Vojtíšek
- 1994 – Primer camión checo de la categoría Super Race Truck
- 1997 – 3er puesto en el campeonato europeo (categoría: Race Truck), Frankie Vojtíšek

#### Campeonato de Europa de trial de camiones[6]
- 1991 – Primer equipo checo en el campeonato europeo
- 1991 – 1er puesto en el campeonato europeo (clase P2), Kakrda – Král
- 1992 – 1er puesto en el campeonato europeo (clase P2), Kakrda – Birke
- 1993 – 1er puesto en el campeonato europeo (clase S3), Filip – Joklík
- 1995 – 1er puesto en el campeonato europeo (clase P2), Filip – Záleský